# Costur

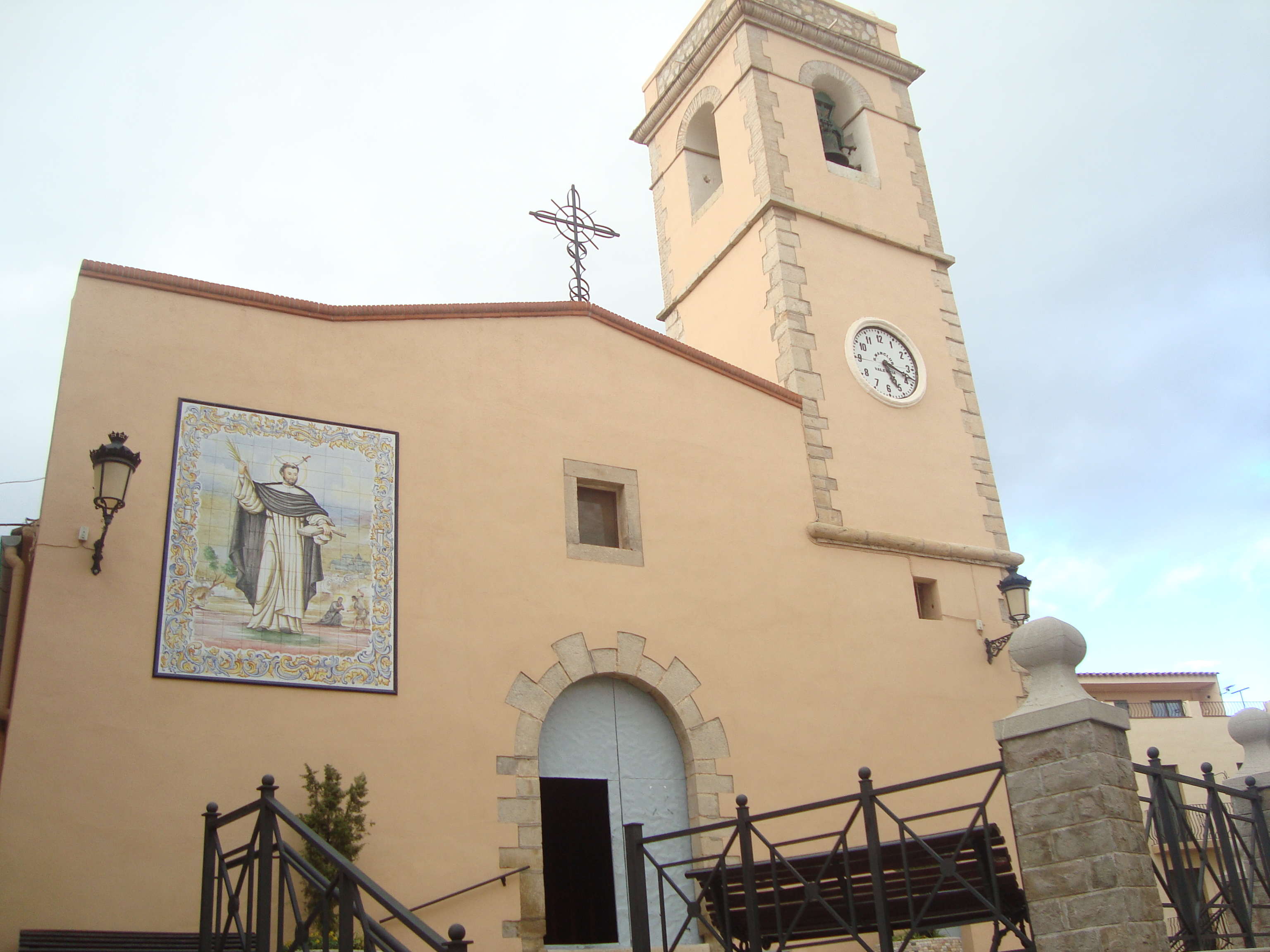
Iglesia parroquial de San Pedro Mártir de Costur (Castellón)

Costur è un comune spagnolo di 466 abitanti situato nella comunità autonoma Valenciana.

## Altri progetti

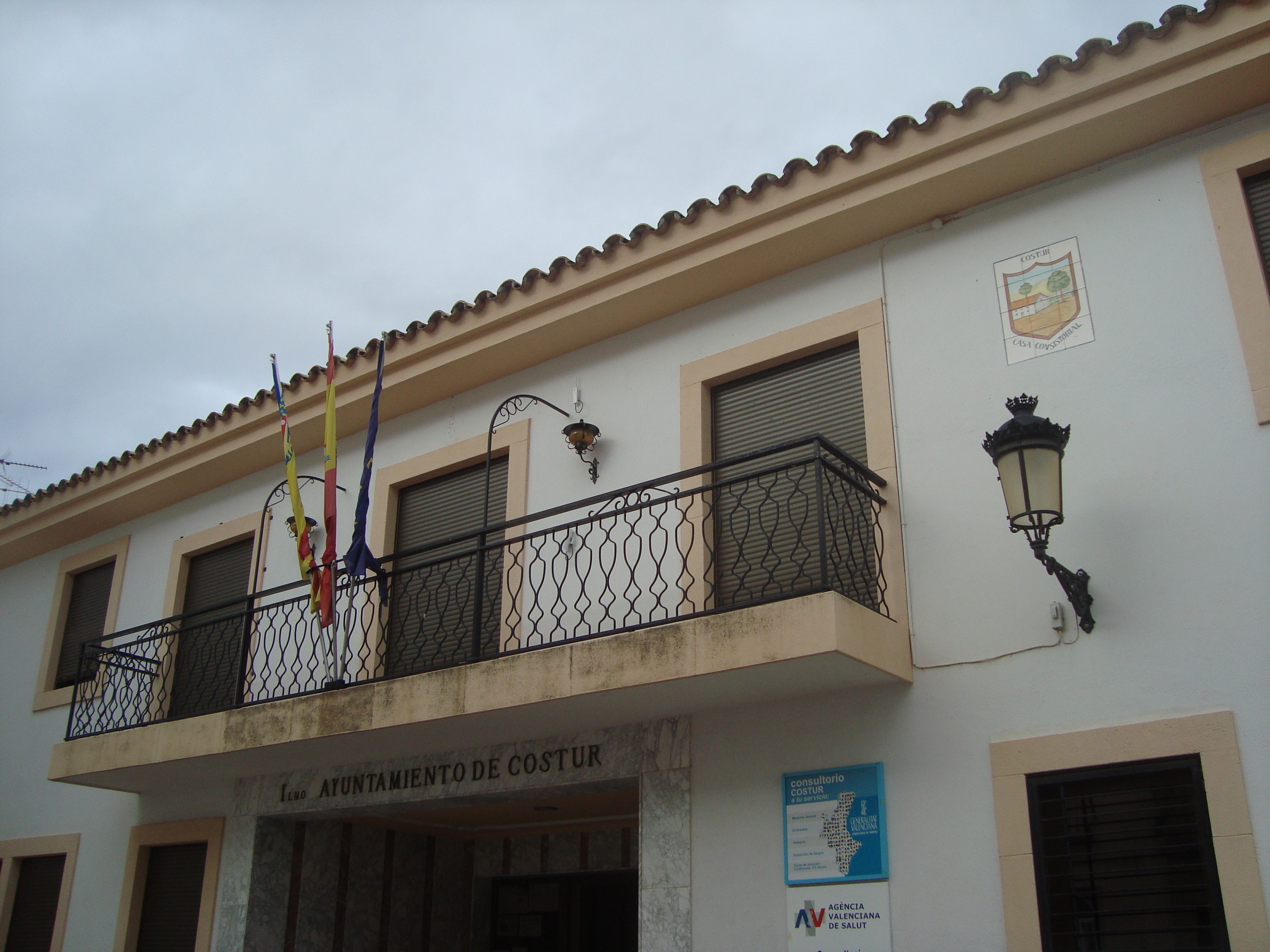
Ayuntamiento de Costur, comarca Alcalatén (Castellón)

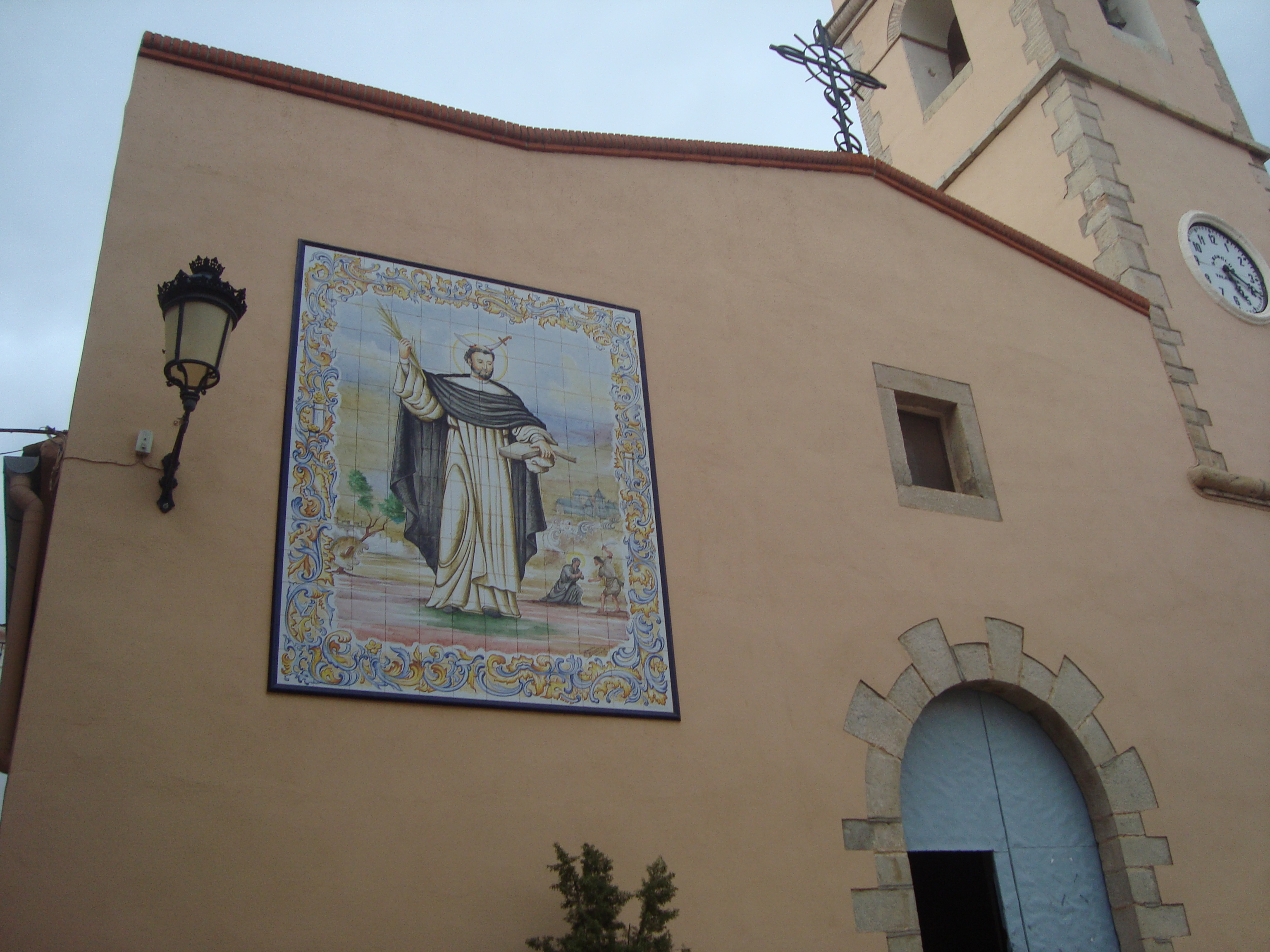
Mural cerámico de la Iglesia Parroquial de San Pedro Mártir de Costur (Castellón)